# Jewgienija Rudniewa
Jewgienija Maksimowna Rudniewa, ros. Евгения Максимовна Руднева (ur. 24 grudnia 1920, zm. 9 kwietnia 1944) – radziecka nawigator-bombardier okresu II wojny światowej, Bohater Związku Radzieckiego, znana także w zdrobnieniu jako Żenia Rudniewa (Женя Руднева).

## Życiorys
Z pochodzenia Ukrainka, urodziła się w Berdiańsku w Ukraińskiej SRR. Do 1941 roku ukończyła w Moskwie 3 lata studiów z dziedziny astronomii na wydziale mechaniczno-matematycznym Państwowego Uniwersytetu w Moskwie. Interesowała się astronomią - działała w moskiewskim oddziale Wszechzwiązkowego Towarzystwa Astronomiczno-Geodezyjnego (MOWAGO) i Kolektywie Obserwatorów (KOLNAB), zajmującym się amatorskimi obserwacjami astronomicznymi.
Po ataku Niemiec na ZSRR, w październiku 1941 roku wstąpiła ochotniczo do radzieckiego lotnictwa wojskowego. Ukończyła szkołę nawigatorów lotniczych i od maja 1942 służyła w kobiecym 588 Pułku Nocnych Bombowców, przemianowanym następnie na 46 Gwardyjski Pułk Nocnych Bombowców (w składzie 325 Dywizji Nocnych Bombowców, 4 Armii Lotniczej, 2 Frontu Białoruskiego). Odbyła jako nawigator-bombardier 645 nocnych misji na bombardowanie pozycji i transportu wroga, na powolnych dwupłatach Po-2, działających pojedynczo. Uzyskała stopień starszego porucznika gwardii. Podczas ostatniego lotu, w nocy na 9 kwietnia 1944 jej samolot został zestrzelony przez artylerię przeciwlotniczą w okolicy wsi Bułganak na północ od Kercza. Rudniewa i pilot P. Prokofiewa poniosły śmierć.

## Nagrody i odznaczenia
Pośmiertnie 26 października 1944 przyznano jej tytuł Bohatera Związku Radzieckiego. Ponadto, była ona odznaczona orderami Lenina, Czerwonego Sztandaru, Czerwonej Gwiazdy i Wojny Ojczyźnianej I stopnia. Od 1943 była członkinią KPZR.
W 1976 roku jej nazwiskiem nazwano planetoidę (1907) Rudneva.